# Lifford
Lifford (Iers: Leifear) is de hoofdstad van het Ierse graafschap Donegal waar het bestuur van de graafschap zetelt. De stad is ontstaan rondom een kasteel dat werd gebouwd door Mangus Ó Domhnaill, de heerser van West-Donegal in de 16e eeuw. Het kasteel werd later in gebruik genomen door het Britse leger tot de Ierse onafhankelijkheid in 1922.

## Geboren
- Shay Given (20 april 1976), voetballer